# Duain Wolfe
Alvin Duain Wolfe (Hammond, 24 ottobre 1945) è un direttore di coro statunitense. È stato premiato come direttore di coro, ha fondato la Colorado Symphony Chorus e la Colorado Children's Chorale. Attualmente è direttore la Chicago Symphony Chorus (dal 1994) e in passato è stato presidente del Chorus America

## Educazione e carriera iniziale
Alvin Duain Wolfe si è guadagnato il suo BM (Bachelor of Music) alla Southeastern Louisiana University nel 1966 e un master presso il Collegio di Musica della Università del North Texas, completando la sua tesi sui compositori di New Orleans del diciannovesimo secolo, pubblicata dall'Università nel 1968.

### Central City Opera
A partire dai primi anni 1970, Wolfe prestò servizio come maestro del coro e capo del personale al  Central City Opera Festival, lavorando a stretto contatto con il direttore d'orchestra John Moriarty. Ha inoltre lavorato nell'organizzazione in diverse funzioni amministrative, mantenendo un rapporto ventennale con il festival.

### Colorado Children's Chorale
Come direttore d'orchestra alla Central City, Wolfe fu autore di una fortunata operazione di assemblaggio volta a formare una corale di bambini finalizzata ad una produzione del 1974 del Sogno di una notte di mezza estate di Benjamin Britten. Con questo gruppo di cantanti fondò la Colorado Children's Chorale, un coro giovanile con sede a Denver, Colorado. Sotto la guida e la preparazione di Wolfe il gruppo ha ottenuto un riconoscimento nazionale, apparendo sul Today Show della NBC, sugli Speciali di Natale della CBS e nelle trasmissioni della BBC di The Proms alla Royal Albert Hall con la BBC Symphony Orchestra e Coro del Galles. Altri spettacoli hanno compreso collaborazioni con Opera Colorado, Colorado Ballet, Opera Omaha, Toledo Opera, the Grand Teton Music Festival and the Aspen Music Festival, dove la Corale cantò il coro dei bambini in una esecuzione del 1994 della Sinfonia n. 8 di Mahler, oltre ad apparire con molti famosi musicisti classici e popolari. Andò in pensione come direttore artistico della Colorado Children's Chorale nel 1999.

### Colorado Symphony Chorus
Nel 1984 Wolfe fu richiesto dal Direttore dell'Orchestra Sinfonica di Denver, Gaetano Delogu (in seguito Direttore Principale dell'Orchestra Sinfonica di Praga), per formare un coro sinfonico.

Fondò il Colorado Symphony Chorus, che ha diretto con i direttori sinfonici Delogu, Philippe Entremont, Marin Alsop e Jeffrey Kahane, oltre agli altri impegni, come le apparizioni annuali del coro all'Aspen Music Festival.

## Chicago Symphony Chorus
Nel 1994 Wolfe fu scelto dal direttore d'orchestra Daniel Barenboim per succedere a Margaret Hillis come direttore dell'acclamato Chicago Symphony Chorus. Come seconda persona nella storia ad ottenere quella posizione, Wolfe preparò il coro per oltre un centinaio di spettacoli, tra cui una registrazione che vinse un Grammy Award dei I maestri cantori di Norimberga di Wagner, diretta da Sir Georg Solti nel 1998 e una esecuzione alla Carnegie Hall della Nona Sinfonia di Beethoven con la Staatskapelle Berlin diretta da Barenboim nel 2000.
Sotto la guida di Wolfe, il Chicago Symphony Chorus ha vinto un Grammy Award nel 2010 per Best Choral Performance (La migliore performance corale), il decimo Grammy Award in questa categoria dal 1977, per la Messa da Requiem di Verdi sotto la direzione di Riccardo Muti, che succedette a Barenboim come direttore musicale della Chicago Symphony Orchestra nel 2010. La registrazione vinse anche un Grammy per il Miglior Album Classico.

## Premi
Tra i suoi numerosi riconoscimenti, Wolfe vinse:
- 1987 il Premio del Sindaco per l'Eccellenza nelle Arti, da parte della Città e Contea di Denver.
- 1999 La Colorado Children's Chorale e Wolfe hanno ricevuto Premio Arti del Goverrnatore da parte del Consiglio del Colorado per le Arti.[9]
- 2001 Wolfe ha ricevuto il premio Bonfils-Stanton. Il premio è spesso considerato più prestigioso premio del Colorado per la realizzazione delle Arti e scienze umane, il Servizio alla Comunità, alla Scienza e alla Medicina.[10]
- 2012 il Chorus America assegnò a Wolfe il Michael Korn Founders Award per lo sviluppo dell'Arte Corale Professionale, assegnato ogni anno a un direttore in riconoscimento di "una vita di contributi significativi per l'arte corale professionale."[11]

## Progetti recenti
Nel maggio 2012, ha lavorato come maestro del coro per una produzione dei Cori Combinati di Ottawa in una esecuzione del Requiem di Verdi con la Canadian National Arts Centre Orchestra, sotto la direzione di Pinchas Zukerman. Nel mese di giugno 2016, Wolfe tornò a Ottawa per dirigere i cori di Ottawa e l'Orchestra NAC (National Arts Centre Orchestra) ancora una volta in una esecuzione dell'oratorio  Elijah di Mendelssohn.